# BC Place
BC Place este un stadion multifuncțional din Vancouver, Columbia Britanică, Canada. Situat în partea de nord a False Creek, este deținut și operat de BC Pavilion Corporation (PavCo), o corporație de stat a provinciei. Arena găzduiește în prezent echipele BC Lions din Liga Canadiană de Fotbal (CFL) și Vancouver Whitecaps FC din Major League Soccer (MLS).
Inaugurat pe 19 iunie 1983, BC Place a fost inițial o structură interioară cu un acoperiș pneumatic , cel mai mare din lume la acea vreme. După Jocurile Olimpice de iarnă din 2010, a fost închis timp de 16 luni ca parte a unei ample revitalizări, a cărei parte principală a fost înlocuirea acoperișului gonflabil cu un acoperiș retractabil susținut de cabluri. Odată ce construcția a fost finalizată, noul acoperiș al stadionului a fost, de asemenea, cel mai mare de acest tip.
BC Place a fost stadionul principal pentru Jocurile Olimpice de iarnă din 2010 și Jocurile Paralimpice de iarnă din 2010, precum și gazda mai multor meciuri, inclusiv finala Cupei Mondiale feminine FIFA 2015. Stadionul este programat să găzduiască mai multe meciuri în timpul Cupei Mondiale FIFA 2026, inclusiv meciuri din faza eliminatorie.